# デメトン
デメトンとは、 化学式がC8H19O3PS2で表されるチオリン酸エステルで、殺鼠剤に使われる。シストックスとも。難溶性の無色透明の液体でメチルメルカプタンの臭いを持つ。

## 使用
デメトン-S（デメトン-S-メチル及び、デメトン-S-スルホキシド）等のコナジラミ、ヨコバイ、アザミウマ、ハモグリバエなどのダニ、アブラムシなどの昆虫に対して殺ダニ剤及び、殺虫剤として使用された。